# Spania

Die Provinz Spania (grün) nach 586 (mit den vorangegangenen Gebietsverlusten an die Westgoten)

Die Provinz Spania (lateinisch: Provincia Spaniae, verderbt von Hispania) war in der ausgehenden Spätantike die westlichste Provinz des Oströmischen Reiches. Sie lag im Süden der Iberischen Halbinsel und bestand ungefähr von 552 bis 625, ehe sie schließlich von den Westgoten (Visigothen) erobert wurde.

## Vorgeschichte
Nach dem Ende der zeitweiligen Union der Reiche der Ostgoten und Westgoten mit dem Tod Theoderichs im Jahr 526 war es im Westgotenreich zu jahrzehntelangen Thronfolgekämpfen zwischen verschiedenen Adelsfraktionen gekommen. Um 550 hatten sich Córdoba und die katholisch gebliebene römische bzw. romanische Bevölkerungsmehrheit der einstigen Provinz Baetica gegen die vorwiegend arianischen Westgoten erhoben. In Sevilla rebellierte zudem 551 der Westgote Athanagild gegen seinen König Agila. Mindestens einer der beiden Kontrahenten rief die Truppen des oströmischen Kaisers Justinian I. zu Hilfe, die die gegenüberliegende nordafrikanische Küste kontrollierten und zudem gerade dabei waren, die Unterwerfung des Ostgotenreichs in Italien zu vollenden. Der Kaiser in Konstantinopel beanspruchte grundsätzlich die Herrschaft über alle früher weströmischen Gebiete, und Justinian versuchte, diesen Anspruch militärisch auch durchzusetzen. Von Nordafrika kommend, das bereits seit 534 wieder dem Kaiser unterstand, landete daraufhin eine oströmische Flotte unter Liberius Truppen im Süden der Iberischen Halbinsel an, die ab 552 zahlreiche Küstenorte, teilweise aber auch Gebiete im Hinterland besetzten. Agila wurde 554 besiegt, doch auch unter Athanagild bekämpften Westgoten und Oströmer einander.

## Ausdehnung

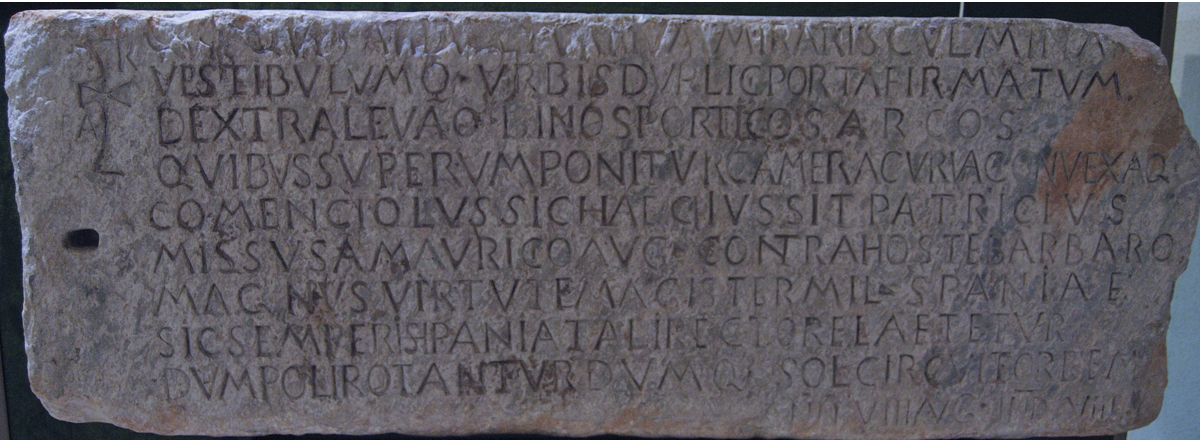
Die Truppen in der Provinz Spania unterstanden ihrem eigenen magister militum Spaniae. Im Jahr 589 war dies offensichtlich Comenciolus, wie diese Steininschrift aus Cartagena belegt, die Kämpfe gegen Barbaren erwähnt.

Ebenso umstritten wie die Frage, wer die Oströmer ins Land gerufen hatte, ist die Frage, ob die Oströmer nach der Eroberung des Vandalenreiches (534) und des Ostgotenreiches (554) tatsächlich auch noch das gesamte Westgotenreich unterwerfen wollten oder einfach nur die Gelegenheit zur Gewinnung einiger Küstenstützpunkte genutzt haben, um Nordafrika besser verteidigen zu können. Umstritten ist auch die Ausdehnung der Provinz Spania. Der oströmische Machtbereich erstreckte sich offenbar mindestens über den Küstenstreifen von Málaga (Malaca) bis Cartagena (Cartago Spartaria) – mehreren Chronisten, Historikern und Kartographen zufolge darüber hinaus im Westen über Medina-Sidonia (Asidona) und Cádiz (Gades) hinaus bis Faro (Ossonoba) an der Algarve (Provinz Lusitania) und im Osten über Alicante (Lucentum) hinaus bis Dénia (Dianium) an der Levante (Provinz Carthaginiensis). Im Hinterland gehörte wohl der Großteil von Baetica mit Córdoba (Corduba) und Baza (Basti) dazu, möglicherweise, wenn auch nur vorübergehend, auch Sevilla (Hispalis) und vielleicht sogar Mérida (Emerita Augusta). Einige Autoren nehmen sogar an, dass die Oströmer – zumindest vorübergehend – ihren Machtbereich an der Levante bis nach Valencia (Valentia) und Sagunt (Sagunto) ausdehnen konnten. An der Algarve soll sich ihr Machtbereich über Faro hinaus nicht nur bis Portimão, sondern im Hinterland auch über die Gebiete südlich des Tejo erstreckt haben. Ob nun durch direkten Kontakt mit Oströmern oder nur unter ihrem Einfluss – das nördlich des Tejo angrenzende Reich der Sueben nahm 561 ebenfalls den katholischen Glauben an.
Seit der Einrichtung des Exarchats von Karthago war Spania diesem wohl unterstellt, doch ist hier aufgrund der schlechten Quellenlage vieles unklar und umstritten. Faktisch scheint der magister militum Spaniae um 600 die meisten militärischen und administrativen Maßnahmen getroffen zu haben, da die Aufmerksamkeit der Kaiser und Exarchen anderen Regionen galt.

## Verlust
In Italien, wo der letzte ostgotische Widerstand erst 563 gebrochen worden war, sahen sich die Oströmer schon ab 568 mit der Invasion der Langobarden konfrontiert. 572 brach zudem ein Krieg mit den Persern aus, der die oströmischen Truppen band. Die Westgoten unter Athanagilds Nachfolgern Liuva bzw. Leovigild nutzten die Gelegenheit, um ab 572 Córdoba, Cadiz und etwa die Hälfte der Provinz Spania zurückzuerobern. Gegen Leovigild erhob sich aber 579 in Sevilla und Merida sein zum Katholizismus übergetretener Sohn Hermenegild und verbündete sich mit den Oströmern und den Sueben; Córdoba wurde dadurch bis 583 oder 584 nochmals oströmisch. Zwischen 584 und 588 räumten die Oströmer den Großteil ihrer Besitzungen auf der Iberischen Halbinsel, behielten aber die Kontrolle über die Küste. Residenz der magistri militum Spaniae blieb Cartagena.
Nach dem Sieg über Hermenegild unterwarf Leovigild 585 die Sueben und eroberte ihr Reich. Leovigilds Nachfolger waren gegen die Oströmer in den verbliebenen Gebieten weniger erfolgreich; die oströmischen Truppen, die wohl kaum mehr als 6000 Mann zählten, konnten die Küstenregion verteidigen. Erst Sisebut und Suinthila konnten den Oströmern um 616 das von dem patricius und magister militum Caesarius verteidigte Málaga, um 620 den letzten Stützpunkt an der Algarve und schließlich 625 mit Cartagena auch ihren letzten Stützpunkt am Mittelmeer abnehmen. Die Oströmer waren seit 603 im Osten vollauf mit der Abwehr des persischen Sassanidenreiches und im Norden mit der Abwehr der Slawen (Sklavenoi) bzw. Awaren beschäftigt, dies hatten die Westgoten ausgenutzt. Nur die Balearen blieben zunächst oströmisch. Einigen Quellen zufolge sollen einige Stützpunkte an der Algarve sogar noch bis 634 unter oströmischer Herrschaft gestanden haben.

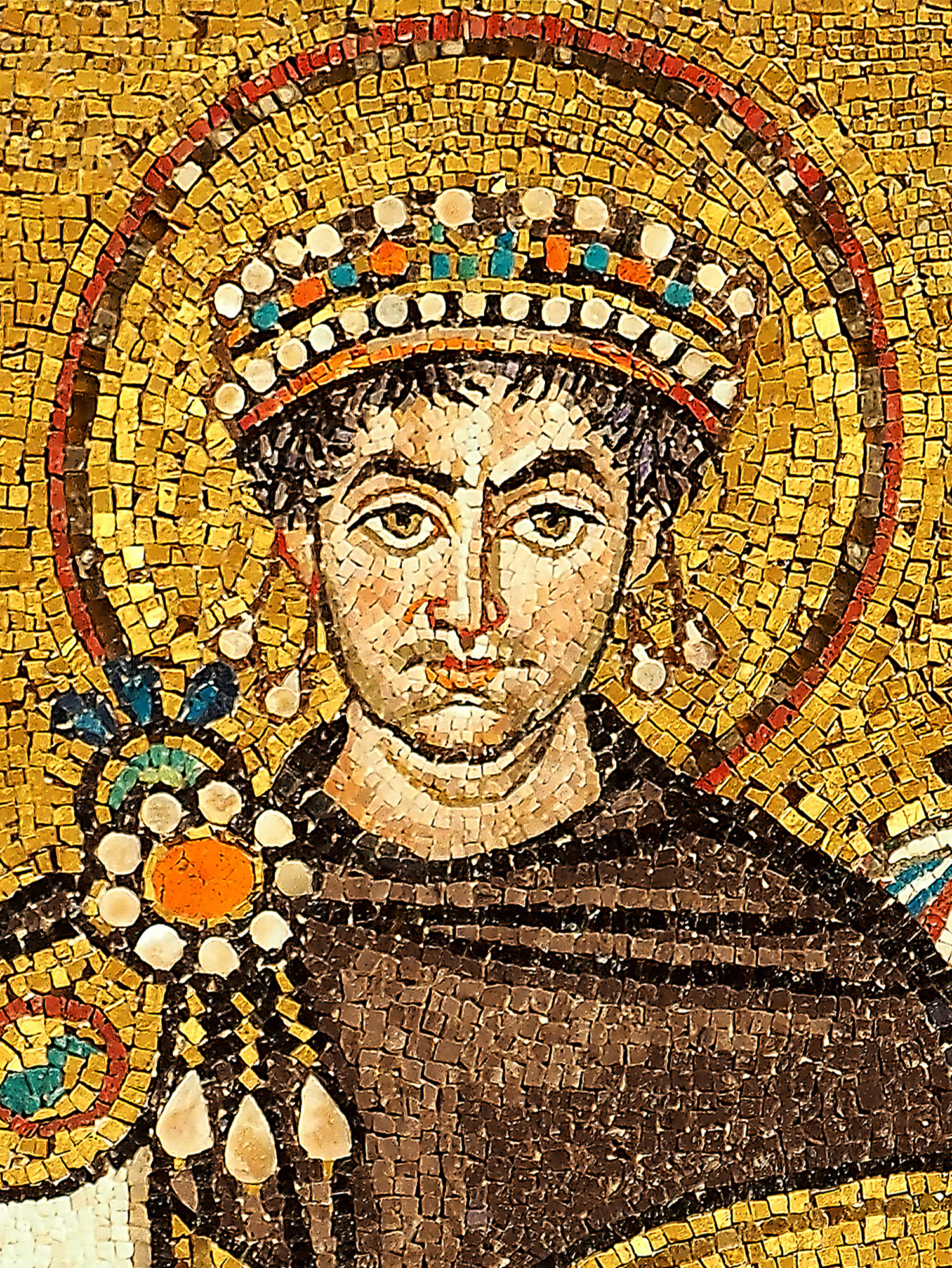
Für Kaiser Justinian war die Eroberung von Spania Teil der renovatio imperii
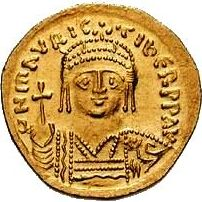
Unter Kaiser Maurikios wurde der Großteil der Provinz Spania geräumt
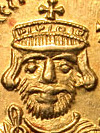
Unter Kaiser Herakleios ging schließlich auch der Rest der Provinz verloren

## Epilog

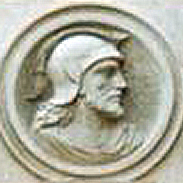
Darstellung des Theudimer an einem Portal in Orihuela

Gegen Ende des 7. Jahrhunderts kam es nochmals zu oströmischen Militäroperationen an der spanischen Mittelmeerküste. Nachdem die Oströmer Nordafrika gegen die muslimischen Araber nicht hatten behaupten können (Schlacht von Karthago), landete die 698 von Karthago abziehende oströmische Flotte stattdessen Truppen bei Alicante oder Cartagena. Mit ihrer Niederlage gegen den westgotischen Heerführer Theudimer (Teodomiro) endete spätestens 701 auch dieser letzte oströmische Rückeroberungsversuch – sofern es sich überhaupt um einen solchen gehandelt hatte.